# 塔吉克斯坦国家电视台
塔吉克斯坦国家电视台，又称第一频道，是塔吉克斯坦政府所拥有的一家廣播電視播出機構，肇始于1959年11月7日，为该国最早的电视台，以播出政治新闻节目为主:83。